# Jan Jerzy Karpiński

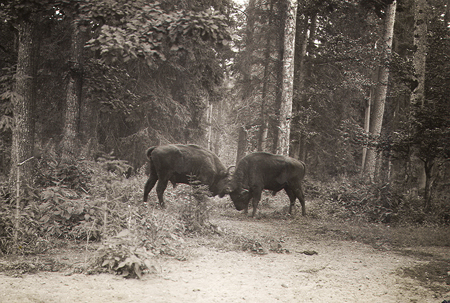
Żubry w Puszczy Białowieskiej.

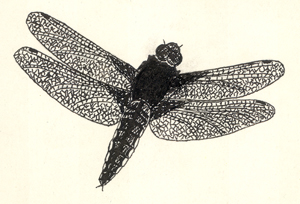
Ważka; rysunek piórkiem.

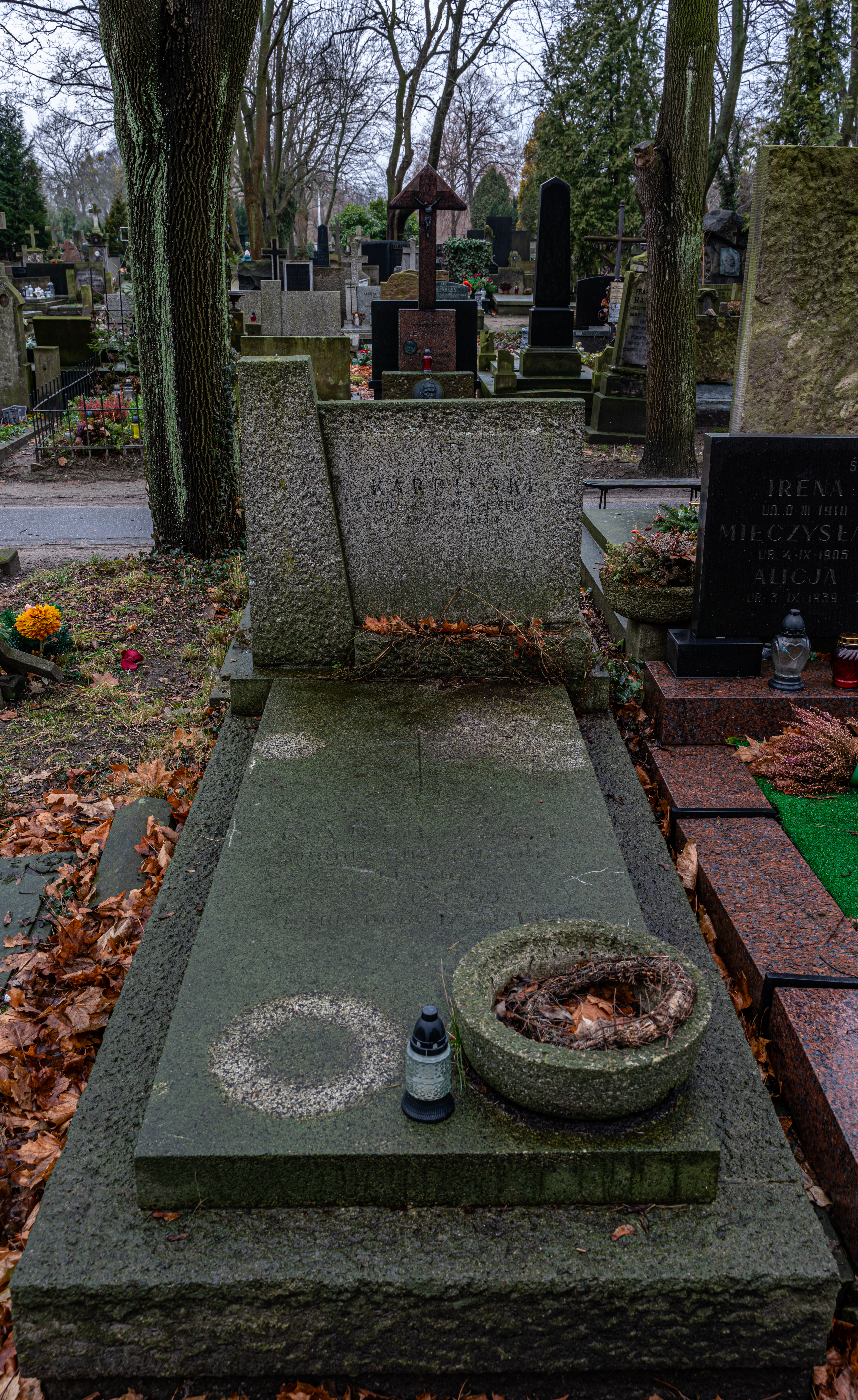
Grób Jana Jerzego Karpińskiego na cmentarzu Powązkowskim w Warszawie

Jan Jerzy Karpiński (ur. 12 kwietnia 1896 w Piotrkowie Trybunalskim, zm. 17 listopada 1965 w Warszawie) – polski przyrodnik, entomolog, pisarz, fotografik, pedagog.
Był dyrektorem Białowieskiego Parku Narodowego w latach 1932–1952, zaś w latach 1945–1952 kierownikiem filii Instytutu Badawczego Leśnictwa w Białowieży.

## Życiorys
Urodził się w rodzinie Józefa i Julianny z domu Łebek jako Jan Karpiński. Drugie imię - Jerzego wymyślił sobie jako pseudonim literacki, który pozostał z nim już na zawsze. Miał pięciu braci. Jednym z nich był lotnik i pisarz Stanisław Karpiński.
Do pierwszych siedmiu klas gimnazjum Jan Jerzy uczęszczał w Piotrkowie Trybunalskim, natomiast klasę ósmą ukończył w gimnazjum w Kałudze (obecnie Rosja), gdzie zdał także maturę. W 1915 roku wstąpił do Instytutu Leśnego w Petersburgu. Podczas studiów poznał Annę Domaszewicz, która została później jego żoną. W roku 1918 otrzymał dyplom ukończenia studiów.
W 1919 roku rozpoczął pracę w administracji Lasów Państwowych. Po krótkim czasie awansował na stanowisko leśniczego, następnie nadleśniczego. Jednocześnie pełnił funkcję zastępcy kierownika i nauczyciela w Szkole dla Leśniczych w Zagórzu. W roku 1922 urodziła mu się córka Teresa, w 1924 córka Zofia. W 1928 roku Jan Jerzy Karpiński objął stanowisko kierownika nadleśnictwa Rezerwat, a następnie przyczynił się do przekształcenia go w Białowieski Park Narodowy.
W latach 1928–1939 utworzył w Białowieży bibliotekę naukową, laboratorium Parku Narodowego, laboratorium wspomagające hodowlę zwierząt chronionych oraz łowiectwo, a także Muzeum Przyrodniczo Leśne. Od roku 1929 kierował Szkołą dla Leśniczych w Białowieży. Pracę doktorską Karpińskiego zatytułowaną Fauna korników Puszczy Białowieskiej na tle występujących w Puszczy drzewostanów opublikowano w roku 1933. W 1935 Jan Jerzy Karpiński otrzymał tytuł Honorowego Obywatela gminy Białowieża.
Podczas II wojny światowej przebywał na Litwie. Do Polski powrócił w październiku 1944 i objął stanowisko dyrektora Parku Narodowego i kierownika filii Instytutu Leśnictwa w Białowieży. Od 1952 Jan Jerzy Karpiński pracował w Warszawie jako samodzielny pracownik naukowy w Instytucie Badawczym Leśnictwa. W 1955 otrzymał tytuł profesora nadzwyczajnego, a w 1959 profesora zwyczajnego. W 1961 jako pierwszy na świecie wyhodował w warunkach laboratoryjnych owocniki borowika.
Był członkiem Komitetu Nauk Leśnych Polskiej Akademii Nauk, Rady Naukowo-Technicznej przy Ministrze Leśnictwa i Przemysłu Drzewnego, Polskiego Towarzystwa Entomologicznego. Nigdy nie wstąpił do partii.
Zmarł 17 listopada 1965 w Warszawie. Pochowany został na cmentarzu Powązkowskim (kwatera 60-5-27).

## Ordery i odznaczenia
- Krzyż Komandorski Orderu Odrodzenia Polski (1960)
- Krzyż Kawalerski Orderu Odrodzenia Polski (1956)
- Złoty Krzyż Zasługi (dwukrotnie: 1936, 8 maja 1946[4])
- Medal 10-lecia Polski Ludowej (1955)

## Twórczość
Jan Jerzy Karpiński jest autorem ponad 170 opracowań naukowych, w większości poświęconych entomologii. Pisywał do czasopism: „Chrońmy Przyrodę Ojczystą”, „Echa Leśne”, „Hasło Ogrodniczo-Rolnicze”, „Kalendarz Leśny”, „Kosmos”, „Las Polski”, „Polskie Pismo Entomologiczne”, „Niwa Leśna”, „Orka”, „Pszczelarstwo”, „Rocznik Ochrony Przyrody”, „Roczniki Nauk Rolniczych i Leśnych”, „Sylwan”, „Życie Warszawy”. Poza tym napisał wiele książek poświęconych przyrodzie, w tym opowiadania dla dzieci i młodzieży.
Przez całe życie pasjonował się fotografią. Większość swoich książek ilustrował własnymi pracami fotograficznymi oraz rysunkowymi.
Publikacje
- Białowieża (1947)
- Korniki ziem Polski (współautor – Konstanty Strawiński) (1948)
- Materiały do bioekologii Puszczy Białowieskiej (1949)
- Puszcza Białowieska (1953)
- Puszcza opowiada (1953)
- Nowa teoria rozwoju owadów (1954)
- O naszych zwierzętach chronionych (1954)
- Nietoperze (1955)
- W prastarej Puszczy (1955)
- Wycieczka do Puszczy (1955)
- Dwa przełomy (współautor – Tadeusz Szczęsny) (1957)
- Dzieci słońca i dzieci mroku (1957)
- W Pieninach (1957)
- Do Łysogór! (1959)
- Jeż i s-ka (1959)
- W krainie dziwów Jean Henri Fabre’a (1959)
- Taaakie dziwy (1960)
- Białowieski Park Narodowy (1961)
- Malowane liście (1961)
- W Dolinie Orlich Gniazd (1962)
- Puszcza Białowieska (1965)
- Z puszcz i lasów (1965)

## Upamiętnienie
W 2011 roku Jego imieniem nazwany został dąb rosnący w oddziale 370 Puszczy Białowieskie - "Dąb Prof. Karpińskiego"